# Ramon Antonio Rota Muñoz
Ramon Antonio Rota Muñoz   (Manresa, 20 d'agost de 1967) és un ciclista català, ja retirat, que va ser professional entre 1990 i 1993, tots en l'equip Kelme.

## Palmarès
- 1987
  - 1r a Manlleu
- 1990
  - 1r al GP Cuprosan
  - 1r a La Rua
- 1991
  - 1r a Terrassa

### Resultats a la Volta a Espanya
- 1990. 115è de la classificació general
- 1991. Abandona